# Иван Хаджийски (тромпетист)
Иван Хаджийски е български тромпетист, изпълнител и на народна, и на класическа музика, и композитор. 

## Биография
Иван Хаджийски е роден на 1 юли 1937 г. в село Марково, близо до Пловдив, в семейство с родопски корени. От малък показва музикален талант. Първо свири на окарина, а по-късно започва да свири на туба и на тромпет. Като малък учи и свири в духовия оркестър на Техникума по механотехника, където завършва средното си образование през 1956 г.
След военната си служба свири във фолклорни групи като Първомайската, Асеновградската, Бачковската, Леновската и други. През тези години започва сътрудничеството му с известни личности от тогавашната музикална сцена в България като Стойчо Кузмов от Първомайската група, с която през 1958 г. прави първите си записи в Радио Стара Загора. През 1960 г. се премества в София, където е приет и завършва Държавната музикална академия.
Иван Хаджийски е солист тромпетист в Националната опера от 1963 до 1973 г. От 1973 до 1976 свири в Оркестъра на Радио София като солист тромпетист. Преподава във Военното музикално училище. От 1976 до 1981 живее в град Стендал, Германия, където е солист в местния оркестър. През периода 1981 – 1984 той е солист-водач на Софийската филхармония. От 1994 г. той е тромпетист на свободна практика. През този период има безбройни участия в най-различни музикални състави.
Работи с някои от най-известните групи и музиканти от Тракия и оркестри от Родопите.
Има многобройни записи в Българското национално радио, сред които критиката отбелязва като класически образци изпълненията му на инструментална народна музика заедно с Петко Радев, Петко Дачев, Иван Михов, Иван Кирев.
В историята остават велики негови фолклорни композиции като Марковско хоро, Марковска ръченица, Добруджанско хоро, Бачковско хоро, Младежко Хоро, както и други загубени или незаписвани негови произведения.

## Награди
През 1964 г. печели диплом от международния конкурс в Женева. Печели 1-ва награда в четвъртото издание на Общобългарското състезание за певци и инструменталисти. За дългогодишната си работа е награден с множество отличия и награди както в България, така и в Германия. Има издадена грамофонна плоча с народна музика и CD с барокова музика. Негови записи на народна музика се съхраняват в Златния фонд на БНР.